# Corinne Franzén-Heslenfeld
Cornelia Catharina Johanna Maria (Corinne) Franzén-Heslenfeld (ook: Franzen-Heslenfeld en Franzèn-Heslenfeld, Bussum, 6 mei 1903 - Den Haag, 18 september 1989) was een Nederlandse beeldhouwer.

## Leven en werk
Corinne of Corry Franzén-Heslenfeld, dochter van de Bussumse fabrikant en koopman Wilhelmus Henricus Maria Heslenfeld en Cornelia Carolina Maria Schaepman, volgde de opleiding aan de Rijksakademie van beeldende kunsten in Amsterdam. Zij was een leerling van Jan Bronner en Johannes Hendricus Jurres en kreeg privélessen van Lambert Lourijsen. Haar werk werd in 1929 bekroond met de Prix de Rome. Zij trouwde op 19 november 1929 in de St. Angarskerk in Kopenhagen met Henning Franzén en vestigde zich als beeldend kunstenaar in 's-Gravenhage.

## Werken (een selectie)
- Portretbuste van de acteur Louis de Vries (1966), coll. Joods Historisch Museum, Amsterdam
- Meisjeskopje (1964), coll. Museum Beelden aan Zee, Scheveningen
- Sint Lucia (1959), Gouda. Het beeld van Sint-Lucia, brengster van het licht, vervaardigde zij in opdracht van de gemeente Gouda, die het schonk aan de Goudse Kaarsenfabriek ter gelegenheid van het honderdjarig bestaan van het bedrijf in 1958.[2]
- De prinses met de gouden bal (1958), stond oorspronkelijk bij een school aan de Koningin Wilhelminaweg, verplaatst naar de Winterdijk, Gouda
- Oorlogsmonument (1952), Rembrandtweg/Oude Zeeweg Noordwijk
- Verzetsmonument (1949), Domplein, Utrecht
- Vrouw en man (1945), Beeldenroute Zuiderpark Den Haag
- Penning van Pieter Cornelis Boutens (1943)
- Reliëf van Pieter Droogleever Fortuyn, (1941) Maastunnel, Rotterdam
- Marmeren beeld van Rhea Sylvia met haar kinderen Remus en Romulus (1935) voor het Nederlands Historisch Instituut in Rome
- Bronzen portretkop van Abraham Pit, oud-directeur van het Rijksmuseum (1935)
- Bronzen vrouwenfiguur als grafteken voor de danseres Dini von Essen-Bergsma op begraafplaats Oud Eik en Duinen in Den Haag, 1934
- Monument voor H.A. Lorentz op de kraagsteen van een poortje in een muur, Universiteit Leiden, 1933
- Gerda met het rendier (1931) Park Marlot, Den Haag

In 1948 liep zij een opdracht voor het vervaardigen van de kroningsmedaille van koningin Juliana mis, omdat Hildo Krop als lid van de verantwoordelijke rijksadviescommissie haar werk niet goed genoeg vond.

## Afbeeldingen

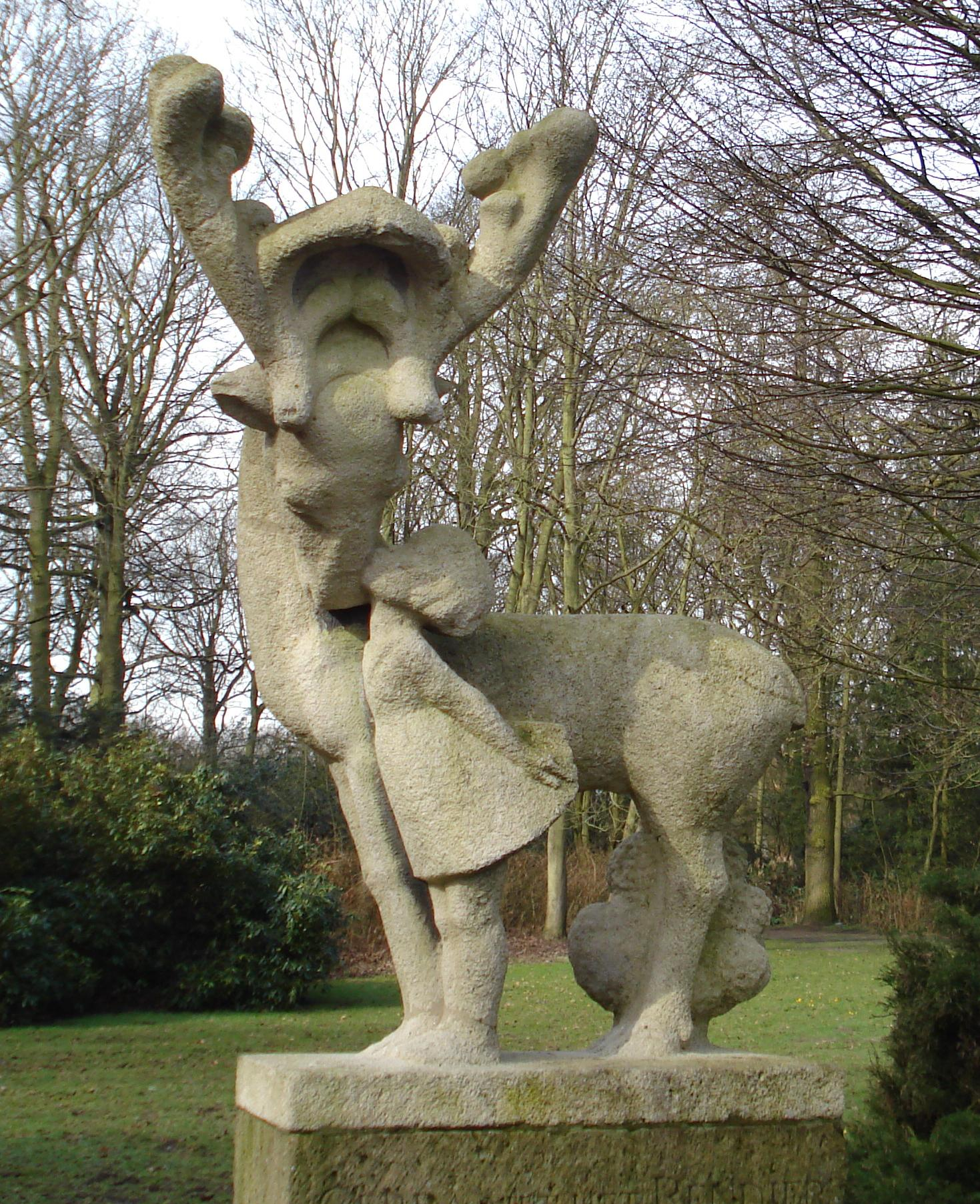
Gerda en het rendier (1931), Den Haag
- Video van de onthulling van een beeldhouwwerk dat Lorentz voorstelt door de kunstenares Corinne Franzén-Heslenfeld op de kraagsteen van een poortje, Leiden, 0:34 seconden, Polygoon Hollands Nieuws 1933.
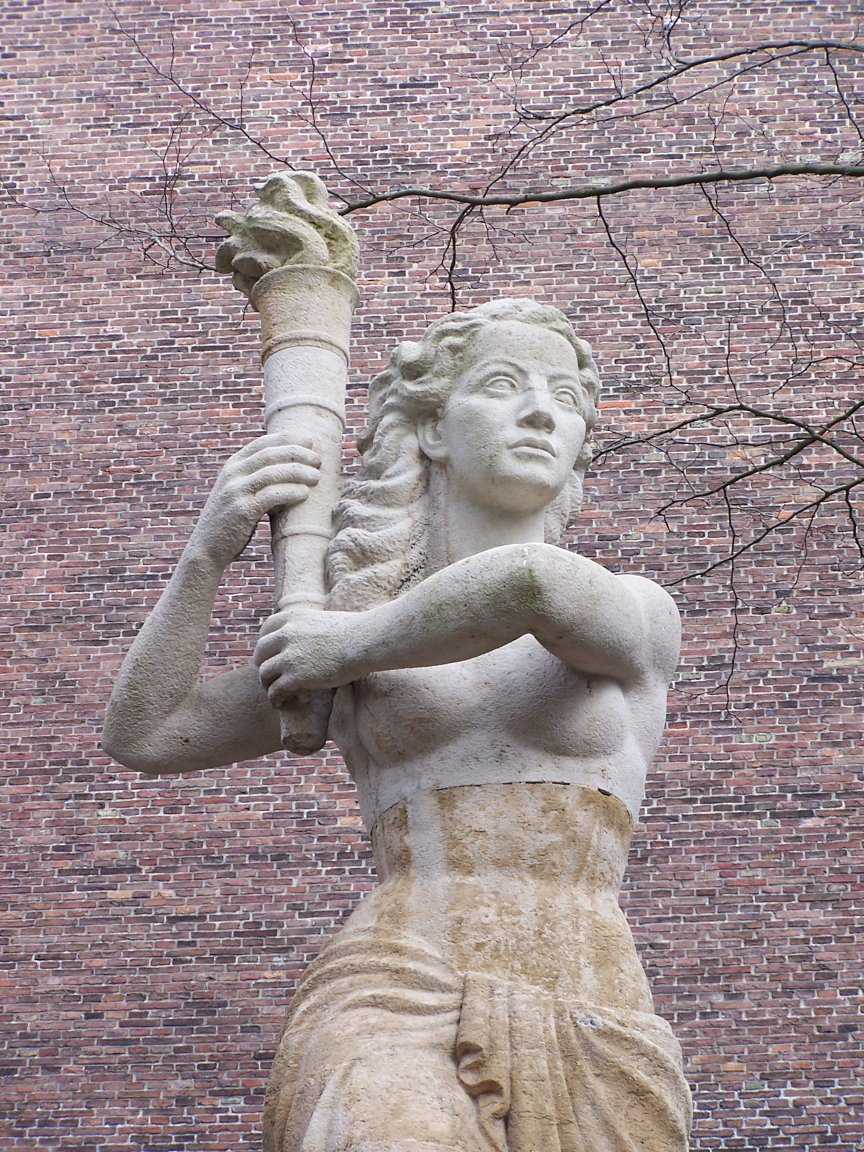
Verzetsmonument (informeel in Utrecht bekend als "Het meisje met het ijsje", 1949), Domplein, Utrecht
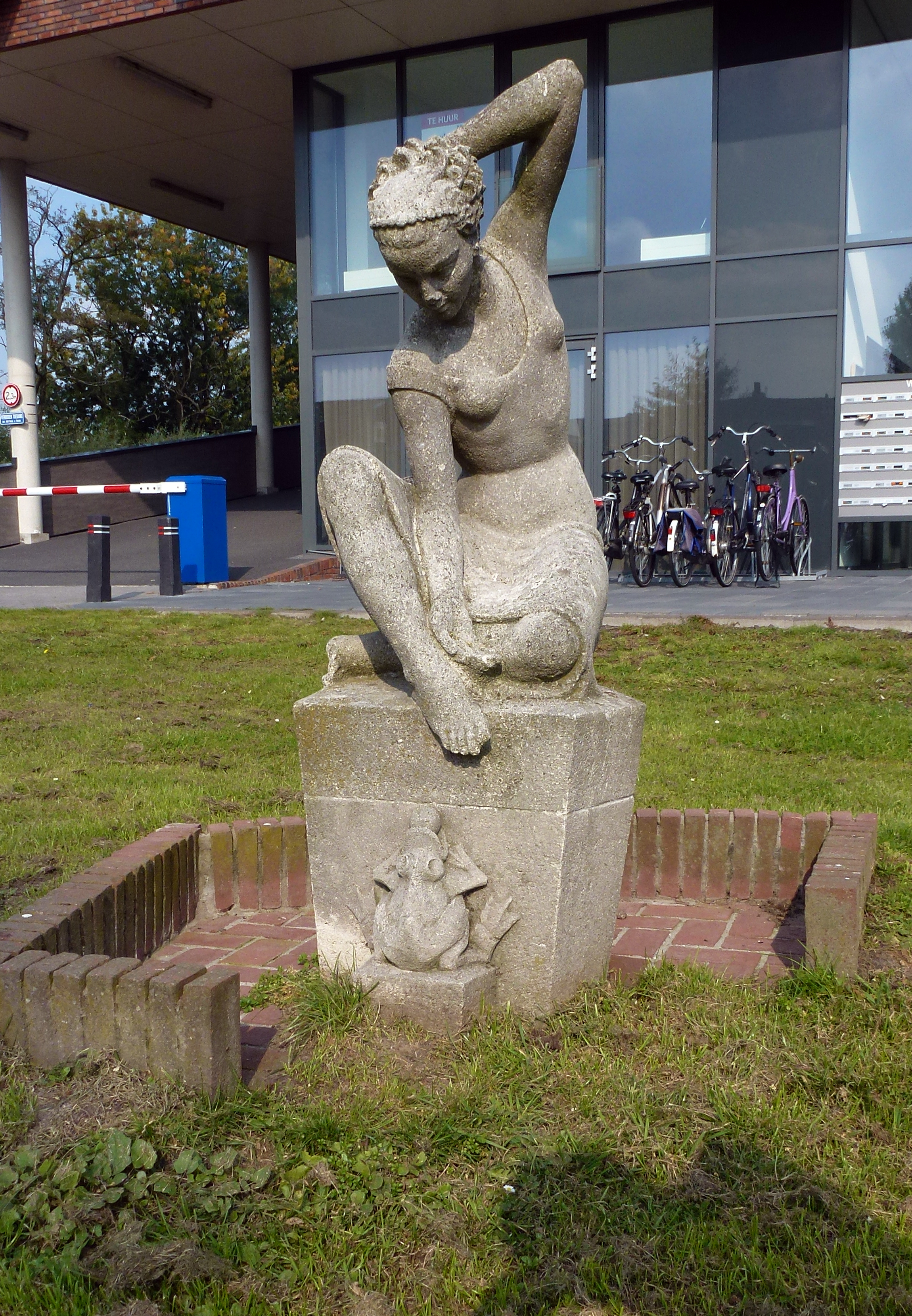
Prinses met de gouden bal (1958), Gouda
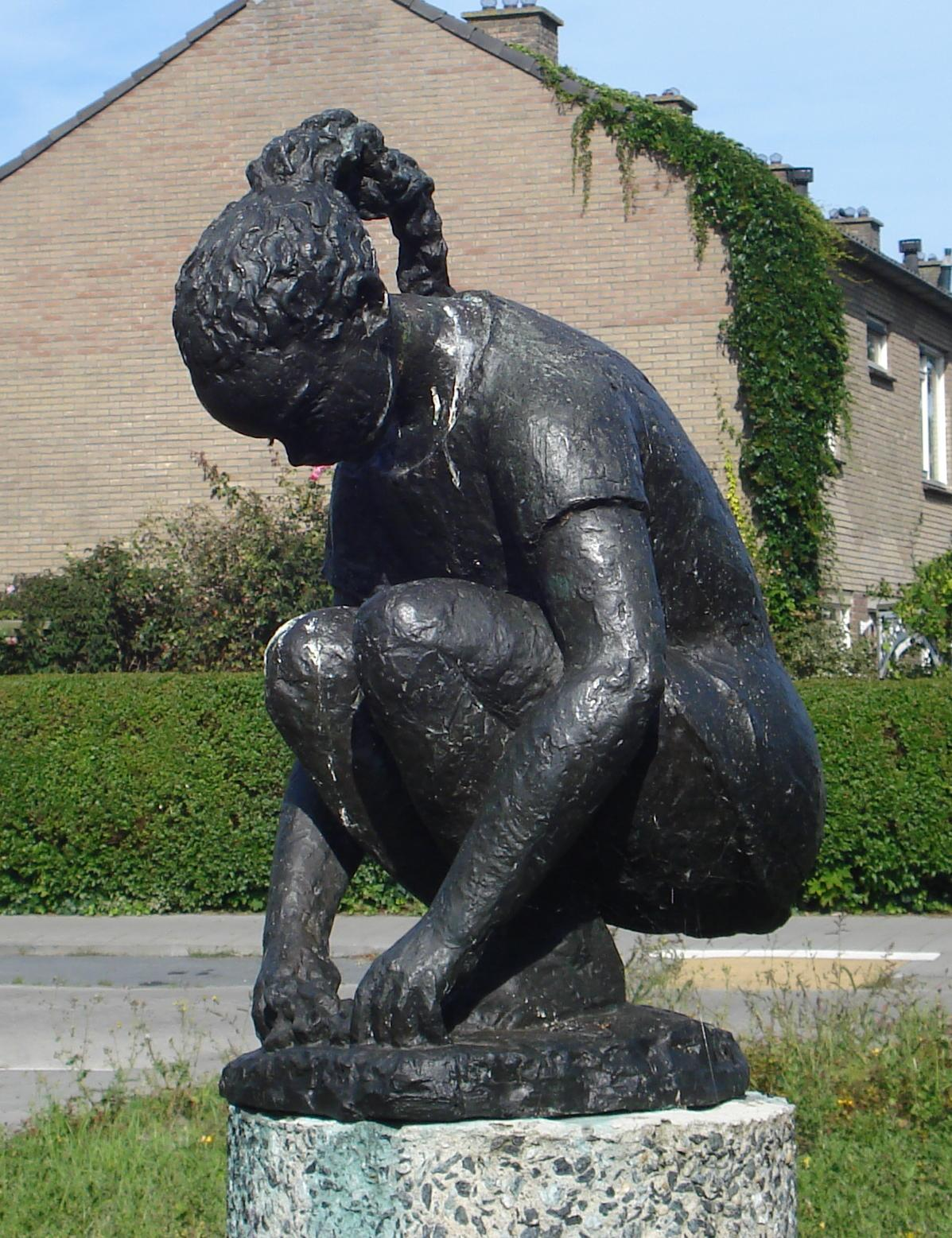
Hurkend meisje (1973), Pijnacker-Nootdorp